# معامل الانكسار

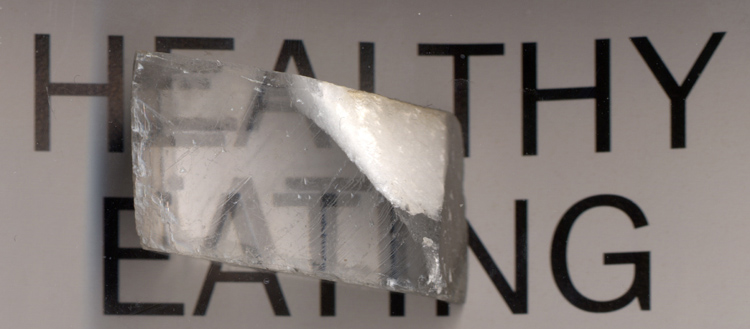
بلورة كالسيت موضعة على ورقة مع ظهور بعض الحروف بخاصية الانكسار المزدوج

قرينة الانكسار أو معامل الانكسار أو منسب الانكسار لوسط ما (كالهواء أوالماء..الخ، ويرمز له بالرمز n) هي نسبة سرعة الضوء في الفراغ إلى سرعته في الوسط.
وهو معامل يبين مدى تاثر المادة بالامواج الكهرومغناطيسية. يتكون معامل الانكسار من جزئين حقيقي وخيالي . (انتشار الضوء في مادة ممتصة له يمكن أن يوصف معامل انكساره كعدد مركب .
الجزء التخيلي من هذا العدد المركب يعبر عن توهين شعاع الضوء، بينما يعبر جزؤه الحقيقي عن انكسار الضوء في المادة.)
على سبيل المثال، الزجاج العادي له معامل انكسار يساوي 1.5، هذا يعني أن سرعة الضوء في الزجاج تنخفض بنسبة 0.33 عنها في الفراغ.
ليس لمعامل الانكسار وحدة تميزه.
كلما ازدادت الكثافة زاد معامل الانكسار للمادة وبالنسبة للعدسات المصححة للنظر فيصاحب ذلك الارتفاع (للكثافة ومعامل الانكسار)انخفاض السمك.
معامل الانكسار يعتمد على طول الموجة, ويمكن مشاهدة ذلك في المنشور الزجاجي. زيادة معامل الانكسار يؤدي إلى نقصان سرعة الضوء c في الوسط.
على العموم، فإنّ معامل الانكسار غير ثابت ويعتمد على طول الموجة الكهرومغناطيسيّة. بالإضافة إلى ذلك ، فأن معامل الانكسار لبعض المواد يتخير وفقاً اتجاه انتشار الموجة الكهرومغناطيسية في المادة، وتستعمل هذه المواد لتغيير اتجاه استقطاب تلك الأمواج.

## قيم قياسية
| المادة                                         | معامل الإنكسار |
| ---------------------------------------------- | -------------- |
| غازات عند درجة حرارة مئوية واحدة وضغط جوي واحد |                |
| الهواء                                         | 1.000293       |
| الهيليوم                                       | 1.000036       |
| الهيدروجين                                     | 1.000132       |
| ثاني أكسيد الكربون                             | 1.00045        |
| سوائل عند 20 درجة حرارة مئوية                  |                |
| الماء                                          | 1.333          |
| ايثانول                                        | 1.36           |
| البنزين                                        | 1.501          |
| مواد صلبة                                      |                |
| الثلج                                          | 1.309          |
| ثنائي اكسيد السيليكا المنصهر                   | 1.46           |
| الزجاج التاجي crown glass                      | 1.52           |
| الألماس                                        | 2.42           |

للضوء المرئي معظم المواد ذات الشفافية لديها معاملات انكسار مابين 1 إلى 2. بعض الأمثلة موجودة في الجدول. هذه القيم تم حسابها عند طول موجي بمقدار 589 نانومتر, الغازات عند الضغط الجوي القياسي لديها معامل انكسار مقارب للواحد بسبب كثافتها المنخفضة، تقريباً جميع الجوامد والسوائل لديها معامل انكسار أكبر من 1.3 ويستثنى من ذلك الهلام الهوائي. الهلام الهوائي هو من الجوامد وله كثافة منخفضة جدا ومعامل انكسارها مابين 1.002 إلى 1.265. الألماس من أعلى المواد في قيمة معامل الانكسار، قيمة معامل انكسار الألماس هو 2.42. أعظم المواد البلاستيكية لديها معاملات انكسار مابين 1.3 إلى 1.7, ولكن بعض المبلمرات ذات معامل الانكسار الكبير تصل قيمة معامل انكسارها إلى 1.76.
للأشعة تحت الحمراء, معاملات الانكسار تعتبر عالية. الجرمانيوم يعتبر شفاف في هذا المجال ولدية معامل انكسار حوالي 4 مما يجعله مادة مهمة للبصريات تحت الحمراء.

## معامل الانكسار الأقل من 1
من المفاهيم الخاطئة المنتشرة أنه باعتبار نظرية النسبية فإنه لا يمكن لأي شيء أن يسير بسرعة أعلى من سرعة الضوء في الفراغ مما يعني أن معامل الانكسار لا يمكن أن يكون أقل من 1 وهذا خطأ لأن معامل الانكسار يقيس سرعة الطور للضوء والتي لا تحمل طاقة أو معلومات وهذان الأمران هما اللذان يعيقان سرعة الانتشار. سرعة الطور هي السرعة التي تتحرك فيها قمم الموجات والتي يمكن أن تكون أسرع من الضوء في الفراغ، وبالتالي تعطينا معامل انكسار أقل من 1. هذا يمكن أن يحدث عند قيمة مقاربة لترددات الرنين. في أنظمة الأشعة السينية معاملات الانكسار أقل من الواحد بقليل جدا. على سبيل المثال، الماء لديه معامل انكسار يساوي الواحد مطروحاً منه 2.6×10−7 للأشعة السينية عند طاقة الفوتون التي تساوي 30 ألف إلكترون فولت.

## معامل الانكسار السالب
الأبحاث الحديثة أثبتت وجود مواد ذات معامل انكسار سالب والتي يمكن أن تحصل إذا كانت السماحية والنفاذية لديها قيم سالبة بالتزامن. هذا يمكن أن يتحقق بمواد خارقة شكلت بشكل دوري( متكرر).

## حساب معامل الانكسار
معامل الانكسار n هو معامل يبين مدى تاثر المادة بالامواج الكهرومغناطيسية. يتكون معامل الانكسار من جزئين حقيقي وخيالي. زيادة معامل الانكسار يؤدي إلى نقصان سرعة الضوء c في الوسط.
معامل الانكسار يعتمد على طول الموجة، ويمكن مشاهدة ذلك في المنشور الزجاجي.
سرعة الموجة في الوسط = سرعة الضوء\ معامل انكسار الوسط
رياضيا تعطى قيمة معامل الانكسار بالعلاقة:
{\displaystyle n={\sqrt {\epsilon _{r}\mu _{r}}}=c/v_{p}}
حيث:
n معامل انكسار الضوء في المادة أكبر من الواحد لغير الفراغ,
εr معامل السماحية النسبي للمادة أكبر من الواحد لغير الفراغ,
μr معامل النفاذية النسبي أكبر من الواحد لغير الفراغ.
vp سرعة الضوء في المادة